# 19 Puppis
Désignations
19 Puppis (en abrégé 19 Pup) est une étoile géante jaune de la constellation de la Poupe. La position de cette étoile a été enregistrée par l'astronome britannique John Herschel le 11 décembre 1836.

## Description
19 Puppis est à ∼ 177 a.l. (∼ 54,3 pc) de nous. Elle possède cinq compagnons recensés dans les catalogues d'étoiles doubles et multiples. Le tableau suivant donne les magnitudes apparentes et la séparation angulaire entre l'étoile principale, 19 Puppis A et ses cinq compagnes.
| Étoile      | Magnitude apparente | Distance angulaire |
| ----------- | ------------------- | ------------------ |
| 19 Puppis B | 11,2                | 2,2"               |
| 19 Puppis C | 13,2                | 30,7"              |
| 19 Puppis D | 8,9                 | 57,8"              |
| 19 Puppis E | 9,37                | 70,1"              |
| 19 Puppis F | 10,74               | 114,1"             |

Parmi ces étoiles, seule 19 Puppis B forme un réel système binaire avec 19 Puppis A ; les autres sont des compagnons purement optiques.